# Union des partis modérés
L'Union des Partis modérés (UPM) est un parti politique vanuatais.
Il s'agit d'un parti conservateur et francophone, par opposition aux partis anglophones tels le Vanua'aku Pati et le Parti national unifié.

## Historique
Dans les années 1970, avant l'indépendance du Vanuatu, divers partis francophones émergent en opposition au Parti national des Nouvelles-Hébrides qui promeut une indépendance immédiate de cette colonie franco-britannique et une identité anglophone pour le pays. Nés en 1973, l'Union des communautés des Nouvelles-Hébrides (réticent à une indépendance trop rapide, voire anti-indépendantiste, et défendant la minorité francophone) et le Mouvement autonomiste des Nouvelles-Hébrides (plus fermement anti-indépendantiste, francophone également) s'allient progressivement avec l'Union tan (pour une indépendance retardée, souhaitant un développement préalable de la colonie), le Namangi-Aute (régionaliste, défendant les catholiques francophones de Malekula), et certains membres du Nagriamel (régionaliste voire sécessionniste, à Espiritu Santo) et du mouvement John Frum (régionaliste voire sécessionniste, à Tanna). L'alliance se qualifie de « Modérés », par opposition au Parti national qu'il considère comme radical, et promeut sans succès un modèle politique de décentralisation, voire un État fédéral. En 1981, après l'indépendance du pays, les alliés s'unissent formellement en une Union des Partis modérés, avec Vincent Boulekone (fondateur de l'Union tan) comme premier chef du parti.
Maxime Carlot Korman, Serge Vohor et Ishmael Kalsakau, tous trois de l'UPM, ont été premiers ministres. Le parti a subi une grave crise début 1996 lorsque les deux ténors du parti, Vohor et Carlot se sont affrontés pour le poste de premier ministre. Vohor dirige le parti de 1988 à 2022 ; aucune autre personnalité politique vanuataise n'est restée aussi longtemps à la tête d'un parti. Il en est évincé en 2022 par un vote du congrès du parti, qui choisit Ishmael Kalsakau comme nouveau chef. 
L'Union des Partis modérés remporte 12 sièges aux élections de 1998, 15 en 2002 et 9 en 2004. Malgré son faible score, Vohor parvint à former un bref gouvernement de coalition en août 2004, avant d'être destitué par une motion de censure quatre mois plus tard.

## Représentation au Parlement
| Élection | Sièges  |
| -------- | ------- |
| 1983     | 13 / 39 |
| 1987     | 20 / 46 |
| 1991     | 19 / 46 |
| 1995     | 17 / 50 |
| 1998     | 12 / 52 |
| 2002     | 15 / 52 |
| 2004     | 9 / 52  |
| 2008     | 7 / 52  |
| 2012     | 5 / 52  |
| 2016     | 6 / 52  |
| 2020     | 5 / 52  |